# Bataille du río Magdalena
 (novembre 2018).
Guerre des Mille Jours
Batailles
- Río Magdalena
- Bucaramanga
- Peralonso
- Gramalote y Terán
- Palonegro (es)
- Cúcuta (es)
- Aguadulce (es)
- Ovejas
- Pont de Calidonia (es)
- San Cristóbal (es)
- Carazúa (es)
- Colón
- Gachalá
- Ciénaga
- d'Alto del Mazamorral

La bataille du río Magdalena (aussi appelée Bataille des évêques) est une affrontement naval qui s'est déroulé dans le contexte de la guerre des Mille Jours le 24 octobre 1899 entre les forces rebelles libérales et les forces gouvernementales nationalistes colombiennes, avec la victoire de ces dernières.

## Contexte
Le 17 octobre, le Parti libéral colombien (Partido Liberal Colombiano) s'est soulevé à Socorro (département de Santander). Ils ont rapidement lancé des attaques contre les villes les plus proches avant que le gouvernement n'ait pu préparer sa défense. Sur le chemin de Barranquilla, le gouvernement avait déjà envoyé un millier de soldats pour le défendre. Conscients de cela, les libéraux ont rassemblé une importante force de volontaires et de vétérans avec huit bateaux fluviaux et une drague pour immobiliser le navire de guerre Hércules. Des groupes de libéraux armés de machettes ont attaqué de petites unités militaires, volant avec succès leurs armes et faisant changer de côté certains soldats. La flotte rebelle était trop petite pour attaquer les villes de Barranquilla ou de Carthagène des Indes, et devait d'abord atteindre la côte caraïbe, alors il décida de prendre Gamarra pour avoir le libre passage par le río Magdalena jusqu'à la mer et ainsi être capable de recruter plus d'hommes.
Les rebelles quittèrent Magangué mais, au cours de leur voyage, ils rencontrèrent le Hèrcules sous le commandement du général Diego de Castro, qui fut rejoint par le navire de guerre Colombia près de Gamarra.

## La bataille
Les conséquences de la bataille ont été extrêmement importantes, car elle a complètement démantelé la flotte libérale et bien qu'elle n'ait pas empêché la rébellion de se répandre dans tout le pays, elle a permis au gouvernement de contrôler le Magdalena, isolant les insurgés de Santander des soulèvements de Tolima.
Cela a conduit les libéraux à attaquer Girardot pour tenter de contrôler la traversée du fleuve (29 octobre) a été un échec total, finalement la principale colonne libérale de Tolima (celle du général Vicente Carrera) a été détruite au combat le 14 novembre à San Luis, Carrera meurt. L'obligeant depuis à former des guérillas.